# Spoorlijn aansluiting Essen-Horl - Essen-Bergeborbeck
De spoorlijn aansluiting Essen-Horl - Essen-Bergeborbeck was een Duitse spoorlijn en was als spoorlijn 2241 onder beheer van DB Netze.

## Geschiedenis
Het traject werd door de Preußische Staatseisenbahnen geopend op 1 september 1913. In 2004 is de lijn gesloten en opgebroken.  

## Aansluitingen
In de volgende plaatsen is of was er een aansluiting op de volgende spoorlijnen:
aansluiting Essen-Horl
DB 2245, spoorlijn tussen de aansluiting Essen-Horl en de aansluiting Prosper Levin
DB 2253, spoorlijn tussen Essen-Katernberg Nord en Oberhausen-Osterfeld
Essen-Bergeborbeck
DB 2177, spoorlijn tussen Essen-Bergeborbeck en Essen Nord
DB 2650, spoorlijn tussen Keulen en Hamm

## Elektrificatie
Het traject werd in 1963 geëlektrificeerd met een wisselspanning van 15.000 volt 16⅔ Hz.